# Vitgumpad öronkolibri
Vitgumpad öronkolibri (Colibri serrirostris) är en fågel i familjen kolibrier.

## Utbredning och systematik
Fågeln förekommer i Bolivia, södra Brasilien, östra centrala Paraguay och norra Argentina. Den behandlas som monotypisk, det vill säga att den inte delas in i några underarter.

## Status
IUCN kategoriserar arten som livskraftig.